# Конкурс имени Чюрлёниса
Конкурс имени Чюрлёниса (лит. Tarptautinis M. K. Čiurlionio pianistų ir vargonininkų konkursas) — конкурс исполнителей академической музыки на фортепиано и органе, проходящий в Вильнюсе и названный в честь композитора Микалоюса Чюрлёниса.
Впервые проведён в 1965 г. среди пианистов Литовской ССР. В 1968, 1973, 1978, 1982 и 1986 гг. конкурс проходил как Межреспубликанский конкурс пианистов, в 1968 г. имелась также органная номинация. С 1991 г. конкурс проходит каждые 4 года как международный, состязаются пианисты и органисты.
Среди известных лауреатов конкурса — Александра Юозапенайте (1968, 1-я премия среди пианистов), Теофил Бикис (1968, 3-я премия среди пианистов), Евгения Лисицына (1968, 2-я премия среди органистов), Павел Когоут (1999, 1-я премия среди органистов), Гинтарас Янушявичюс (2007, 3-я премия среди пианистов).